# Fox 2000 Pictures
Fox 2000 Pictures fue una productora estadounidense propiedad de The Walt Disney Studios. Fue un estudio hermano del mayor 20th Century Fox, especializado en la producción de películas independientes en lanzamientos de gama media que se dirigieron en gran medida a grupos desatendidos. Fue disuelta el 14 de mayo de 2021 luego de la adquisición de 21st Century Fox por The Walt Disney Company el 20 de marzo de 2019. Las películas de Fox 2000 se estrenaron bajo la bandera de 20th Century Fox.
Fox 2000 Pictures ha producido más de 50 películas. La película más taquillera de la división fue Life of Pi (2012) con 609 millones de dólares.

## Historia
Fox 2000 Pictures se formó como una división de 20th Century Studios en 1994 con Laura Ziskin como presidenta. En mayo de 1997, el productor Art Linson trasladó su cartel de Knickerbocker Films de 20th Century Studios a Fox 2000 con un acuerdo de producción exclusivo de tres años.
En el 2000, Ziskin abandonó la división y Elizabeth Gabler fue contratada para reemplazarla. En febrero de 2012, Gabler renovó su contrato como presidenta de Fox 2000.
Fox 2000 Pictures firmó con Sunswept Entertainment de Karen Rosenfelt para un primer acuerdo de producción. En julio de 2014, la división acordó un acuerdo de producción de tres años con Color Force, una asociación de producción de Nina Jacobson y Brad Simpson. The Jackal Group, una asociación de Fox Networks Group y Gail Berman, firmó un primer acuerdo de producción de largometrajes con Fox 2000 para Berman en febrero de 2015.
Fox 2000 Pictures fue uno de los estudios de cine de Fox que fue adquirido por The Walt Disney Company el 20 de marzo de 2019. Originalmente se anunció que la división continuaría operando después de la adquisición, lo que le dio a Disney 11 unidades de cine. Sin embargo, el 21 de marzo, se informó que Disney cerraría el estudio el 4 de octubre de 2019, luego del lanzamiento de "The Woman in the Window". La fecha límite de Hollywood se sorprendió ya que Fox 2000 Pictures se consideraba ideal para la transmisión de películas, que fue la razón de la adquisición de 21st Century Fox. Sin embargo, Fox Searchlight Pictures también es una división independiente que deja poco espacio para Fox 2000 Pictures. La división está actualmente cerrada en una fecha no especificada en 2020 debido a que La mujer en la Ventana se retrasó ese año.

## Lista de películas

### 1990s
| Fecha de estreno         | Título de la película | Coproducción con                     | Notas                                                  |
| ------------------------ | --------------------- | ------------------------------------ | ------------------------------------------------------ |
| 12 de julio de 1996      | Courage Under Fire    |                                      | Primer largometraje de Fox 2000 Pictures nombre        |
| 20 de diciembre de 1996  | Un día inolvidable    |                                      |                                                        |
| 4 de abril de 1997       | Inventing the Abbotts |                                      |                                                        |
| 25 de abril de 1997      | Volcano               |                                      |                                                        |
| 26 de septiembre de 1997 | Soul Food             | State Street Pictures                |                                                        |
| 6 de noviembre de 1998   | A Cool, Dry Place     |                                      |                                                        |
| 25 de diciembre de 1998  | La delgada linea roja | Geisler-Roberdeau y Phoenix Pictures | Nominada al Premio de la Academia a la Mejor Película. |
| 19 de marzo de 1999      | Ravenous              |                                      |                                                        |
| 9 de abril de 1999       | Never Been Kissed     | Flower Films y Bushwood Pictures     |                                                        |
| 23 de abril de 1999      | Fuera de control      | Regency Enterprises                  |                                                        |
| 16 de julio de 1999      | Lake Placid           |                                      |                                                        |
| 13 de agosto de 1999     | Brokedown Palace      |                                      |                                                        |
| 15 de septiembre de 1999 | Fight Club            | Regency Enterprises                  |                                                        |
| 10 de noviembre de 1999  | Light It Up           |                                      |                                                        |
| 12 de noviembre de 1999  | Anywhere but Here     |                                      |                                                        |
| 17 de diciembre de 1999  | Anna and the King     |                                      |                                                        |

### 2000s
| Fecha de estreno         | Título                 | Coproducción con                                                                          | Notas                                                                    |
| ------------------------ | ---------------------- | ----------------------------------------------------------------------------------------- | ------------------------------------------------------------------------ |
| 24 de marzo de 2000      | Aquí en la tierra      |                                                                                           |                                                                          |
| 18 de agosto de 2000     | Sunset Strip           |                                                                                           |                                                                          |
| 30 de marzo de 2001      | Someone Like You       |                                                                                           |                                                                          |
| 10 de mayo de 2002       | Unfaithful             | Regency Enterprises                                                                       |                                                                          |
| 13 de diciembre de 2002  | Drumline               |                                                                                           |                                                                          |
| 4 de abril de 2003       | Phone Booth            | Zucker/Netter Productions                                                                 |                                                                          |
| 16 de abril de 2003      | Chasing Papi           | Robert Sounds Productions y Spirit Dance Entertainment                                    |                                                                          |
| 16 de mayo de 2003       | Abajo el amor          | Regency Enterprises and The Jinks/Cohen Company                                           |                                                                          |
| 6 de febrero de 2004     | Catch That Kid         |                                                                                           |                                                                          |
| 23 de abril de 2004      | Man on Fire            | Regency Enterprises, New Regency Productions y Scott Free Productions                     |                                                                          |
| 28 de enero de 2005      | Hide and Seek          | Tribeca Productions y Josephson Entertainment                                             |                                                                          |
| 8 de abril de 2005       | Amor en juego          | Conundrum Entertainment y Flower Films                                                    | Remake de la película homónima de 1997                                   |
| 24 de septiembre de 2005 | En sus zapatos         | Scott Free Productions and Deuce Three Productions                                        |                                                                          |
| 18 de noviembre de 2005  | Walk the Line          | Konrad Pictures, Tree Line Films y Catfish Productions                                    | Ganadora del Premio Globo de Oro a la Mejor Película - Musical o Comedia |
| 16 de diciembre de 2005  | The Family Stone       |                                                                                           |                                                                          |
| 3 de marzo de 2006       | Aquamarine             | Storefront Pictures                                                                       |                                                                          |
| 30 de junio de 2006      | The Devil Wears Prada  | Dune Entertainment                                                                        | Nominada al Premio Globo de Oro a la Mejor Película - Musical o Comedia  |
| 15 de septiembre de 2006 | Everyone's Hero        | IDT Entertainment, Arc Productions y Dan Krech Productions                                |                                                                          |
| 10 de noviembre de 2006  | A Good Year            | Scott Free Productions y Dune Entertainment                                               |                                                                          |
| 14 de diciembre de 2007  | Alvin y las ardillas   | Regency Enterprises, Bagdasarian Productions y Dune Entertainment                         |                                                                          |
| 10 de enero de 2008      | 27 Dresses             | Spyglass Entertainment y Dune Entertainment                                               |                                                                          |
| 25 de diciembre de 2008  | Marley & Me            | Regency Enterprises, Sunswept Entertainment y Dune Entertainment                          |                                                                          |
| 9 de enero de 2009       | Guerra de novias       | Regency Enterprises, New Regency Productions y Dune Entertainment                         |                                                                          |
| 4 de septiembre de 2009  | All About Steve        | Fortis Films, Radar Pictures, y Dune Entertainment                                        |                                                                          |
| 23 de diciembre de 2009  | Alvin y las ardillas 2 | Regency Enterprises, Bagdasarian Productions, Dune Entertainment y Tall Trees Productions |                                                                          |

### 2010s
| Fecha de estreno        | Título                                                   | Coproducción con | Notas |
| ----------------------- | -------------------------------------------------------- | --- | --- |
| 12 de febrero de 2010   | Percy Jackson y el ladrón del rayo                       | Dune Entertainment, 1492 Pictures and Sunswept Entertainment                                                                                                | |
| 19 de abril de 2010     | Diary of a Wimpy Kid                                     | Dune Entertainment y Color Force | |
| 23 de julio de 2010     | Ramona and Beezus                                        | Walden Media, Dune Entertainment and Di Novi Pictures | |
| 26 de noviembre de 2010 | Love and Other Drugs                                     | Regency Enterprises, New Regency Productions, Stuber Pictures, Bedford Falls Productions u Dune Entertainment                                               | |
| 10 de diciembre de 2010 | Las crónicas de Narnia: la travesía del Viajero del Alba | Walden Media y Dune Entertainment | |
| 25 de marzo de 2011     | Diary of a Wimpy Kid 2: Rodrick Rules                    | Dune Entertainment y Color Force | |
| 22 de abril de 2011     | Agua para elefantes                                      | 3 Arts Entertainment, Flashpoint Entertainment, Dune Entertainment, Ingenious Media y Big Screen Productions                                                | |
| 1 de julio de 2011      | Monte Carlo                                              | Regency Enterprises, Dune Entertainment y Di Novi Pictures                                                                                                  | |
| 14 de octubre de 2011   | El gran año                                              | Red Hour Productions, Dune Entertainment, Deuce Three Productions y Sunswept Entertainment                                                                  | |
| 16 de diciembre de 2011 | Alvin y las ardillas 3                                   | Regency Enterprises, Bagdasarian Productions y Dune Entertainment                                                                                           | |
| 3 de agosto de 2012     | Diary of a Wimpy Kid 3: Dog Days                         | TSG Entertainment y Color Force | |
| 26 de octubre de 2012   | Chasing Mavericks                                        | Walden Media y TSG Entertainment | |
| 23 de noviembre de 2012 | Life of Pi                                               | TSG Entertainment | Nominado al Premio de la Academia a la Mejor Película. y al Premio Globo de Oro a la Mejor Película - Musical o Comedia |
| 9 de agosto de 2013     | Percy Jackson y el mar de los monstruos                  | Di Bonaventura Pictures, TSG Entertainment, Sunswept Entertainment y 1492 Pictures                                                                          | |
| 25 de octubre de 2013   | The Counselor                                            | TSG Entertainment, Scott Free Productions, Nick Wechsler Productions u Chockstone Pictures                                                                  | |
| 8 de noviembre de 2013  | La ladrona de libros                                     | TSG Entertainment, Sunswept Entertainment y Studio Babelsberg                                                                                               | |
| 7 de febrero de 2014    | The Monuments Men                                        | Columbia Pictures, TSG Entertainment, Relativity Media, Babelsberg Studios y Smokehouse Pictures                                                            | Distribuidor internacional.                                                                                             |
| 6 de junio de 2014      | Bajo la misma estrella                                   | Temple Hill Entertainment y TSG Entertainment | |
| 10 de abril de 2015     | El viaje más largo                                       | TSG Entertainment y Temple Hill Entertainment | |
| 22 de mayo de 2015      | Poltergeist                                              | Metro-Goldwyn-Mayer Pictures, Ghost House Pictures, Vertigo Entertainment y TSG Entertainment                                                               | |
| 24 de julio de 2015     | Ciudades de Papel                                        | Temple Hill Entertainment y TSG Entertainment | |
| 16 de octubre de 2015   | Bridge of Spies                                          | Touchstone Pictures, TSG Entertainment, DreamWorks Pictures, Participant Media, Reliance Entertainment, The Kennedy/Marshall Company y Amblin Entertainment | Nominada al Premio de la Academia a la Mejor Película. Distribución Internacional.                                      |
| 18 de diciembre de 2015 | Alvin and the Chipmunks: The Road Chip                   | Regency Enterprises, Bagdasarian Productions y TSG Entertainment                                                                                            | |
| 25 de diciembre de 2015 | Joy                                                      | Davis Entertainment, Annapurna Pictures y TSG Entertainment                                                                                                 | Nominada al Premio Globo de Oro a la Mejor Película - Musical o Comedia                                                 |
| 21 de octubre de 2016   | Keeping Up with the Joneses                              | Parkes+MacDonald Image Nation y TSG Entertainment | |
| 25 de diciembre de 2016 | Hidden Figures                                           | Levantine Films y Chernin Entertainment | |
| 19 de mayo de 2017      | Diary of a Wimpy Kid: The Long Haul                      | Color Force | |
| 6 de octubre de 2017    | The Mountain Between Us                                  | Chernin Entertainment | |
| 16 de abril de 2018     | Love, Simon                                              | | |
| 19 de octubre de 2018   | The Hate U Give                                          | Temple Hill Entertainment y State Street Pictures | |
| 17 de abril de 2019     | Breakthrough                                             | Franklin Entertainment | Esta es la primera película de Fox 2000 Pictures en ser distribuida por Walt Disney Studios Motion Pictures.            |
| 9 de agosto de 2019     | The Art of Racing in the Rain                            | Starbucks Entertainment, Original Film y Shifting Gears Productions                                                                                         | |

### 2020s
| Fecha de estreno   | Título                 | Coproducción con     | Notas                                                         |
| ------------------ | ---------------------- | -------------------- | ------------------------------------------------------------- |
| 14 de mayo de 2021 | La mujer en la ventana | Scott Rudin Pictures | Última película de Fox 2000 Pictures, distribuida por Netflix |